# Ville-sur-Tourbe
 Ville-sur-Tourbe  es una comuna y población de Francia, en la región de Champaña-Ardenas, departamento de Marne, en el distrito de Sainte-Menehould.Es la cabecera del cantón de su nombre, aunque no es la mayor población del mismo.

## Demografía
| 420 | 440 | 503 | 472 | 561 | 517 | 584 | 591 | 553 | 563 | 580 | 566 | 560 | 560 | 563 | 541 | 475 | 467 | 450 | 433 | 297 | 362 | 313 | 277 | 278 | 244 | 257 | 238 | 214 | 194 | 202 | 187 | 208 |
| Para los censos de 1962 a 1999 la población legal corresponde a la población sin duplicidades (Fuente: INSEE [Consultar]) |     |     |     |     |     |     |     |     |     |     |     |     |     |     |     |     |     |     |     |     |     |     |     |     |     |     |     |     |     |     |     |     |